# روتشیلد اند سانز
ان ام روتشیلد اند سانز (انگلیسی: N M Rothschild & Sons) بانک سرمایه‌گذاری بریتانیایی و چندملیتی است، که در سال ۱۸۱۱ توسط ناتان مایر روتشیلد تأسیس شد و هم‌اکنون پس از گذشت دو سده، همچنان توسط خانواده روتشیلد مدیریت و کنترل می‌شود.
امروزه تمرکز اصلی بانک روتشیلد بر ارائه خدمات بانکداری سرمایه‌گذاری، بانکداری شرکتی، سرمایه‌گذاری خصوصی، مدیریت دارایی و بانکداری اختصاصی معطوف می‌باشد. ان ام روتشیلد اند سانز در حال حاضر مالک شبکه‌ای شامل ۵۰ شعبه در کشورهای مختلف است. شعبه مرکزی این بانک در شهر لندن، بریتانیا قرار دارد و کلیه سهام آن متعلق به خانواده روتشیلد می‌باشد.